# مفاعل مصغر

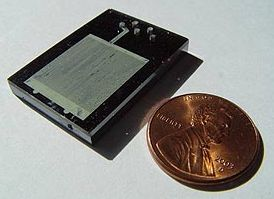
مفاعل مصغر

مفاعل مصغر ويطلق عليه ايضاً المفاعل الدقيق أو المفاعل المجهرية أو مفاعل القناة الدقيقة هو جهاز تحدث فيه التفاعلات الكيميائية في حبس بأبعاد جانبية نموذجية أقل من 1 مم؛ الشكل الأكثر شيوعًا لمثل هذا الحبس هو القنوات الصغيرة.

## نبذة
تتم دراسة المفاعلات الدقيقة في مجال هندسة العمليات الدقيقة، جنبًا إلى جنب مع الأجهزة الأخرى (مثل المبادلات الحرارية الدقيقة) التي تحدث فيها العمليات الفيزيائية. عادة ما يكون المفاعل الدقيق عبارة عن مفاعل تدفق مستمر (على النقيض مع المفاعل دفعي). تقدم المفاعلات الدقيقة العديد من المزايا مقارنة بالمفاعلات التقليدية، بما في ذلك التحسينات الهائلة في كفاءة الطاقة، وسرعة التفاعل والعائد، والسلامة، والموثوقية، وقابلية التوسع، والإنتاج في الموقع / عند الطلب، ودرجة أكثر دقة من التحكم في العملية.